# Le Gladiateur invincible
Pour plus de détails, voir Fiche technique et Distribution.
Le Gladiateur invincible (titre original : Il gladiatore invincibile) est un film italo-espagnol réalisé par Alberto De Martino et Antonio Momplet, sorti en 1961.

## Synopsis
Durant un tournoi, le gladiateur Rezius sauve la vie du premier ministre Rabirius, victime d'un attentat. En récompense, Rabirius l'affranchit ainsi que son camarade Livius et demande aux deux hommes de prendre la tête d'un groupe de soldats afin de s'attaquer à une armée de rebelles retranchée dans les montagnes. Le combat se solde par une victoire mais Rezius découvre que le meneur des rebelles n'est autre que Sira, la fille du défunt roi et sœur de Darius, héritier du trône âgé de douze ans. Elle fait comprendre à Rezius que Rabirius est en fait un tyran qui impose la terreur à son peuple. Convaincu et tombant même sous le charme de la jeune femme, Rezius décide de se retourner contre Rabirius et de le renverser...

## Fiche technique
- Titre original : Il gladiatore invincibile
- Réalisation : Alberto De Martino et Antonio Momplet
- Scénario : Francesco De Feo, Alberto De Martino, Anacleto Fontini, Antonio Momplet, Francesco Thellung et Natividad Zaro (dialogues espagnols de Rafael Garcia Serrano) d'après une histoire de Francesco De Feo, Anacleto Fontini, Francesco Thellung et Natividad Zaro
- Directeur de la photographie : Eloy Mella
- Montage : Otello Colangeli
- Musique : Carlo Franci
- Décors : Santiago Ontañón
- Production : Alberto De Martino et Antonio Momplet (Anacleto Fontini et Italo Zingarelli pour la version anglaise)
- Pays d'origine :  Italie,  Espagne
- Genre : Film dramatique, Film d'action, Péplum
- Durée : 95 minutes
- Date de sortie :
  -  Italie : 13 octobre 1961
  -  Espagne : 2 juillet 1962
  -  France : 27 juillet 1962

## Distribution
- Richard Harrison (VF : Roland Ménard) : Rezius (Rezio en VF)
- Isabelle Corey  (VF : Sophie Leclair) : Sira
- Livio Lorenzon (VF : Henry Djanik) : Itus (Ito en VF)
- Leo Anchoriz (VF : Georges Aminel) : Rabirius (Rabirio en VF)
- Edoardo Nevola : Prince Darius (Dario en VF)
- José Marco (VF : Marcel Bozzuffi) : Livius (Livio en VF)
- Jole Mauro : Xenia
- Ricardo Canales (VF : Roger Tréville) : Semanthius (Semanthio en VF)
- Antonio Molino Rojo (VF : Pierre Vaneck) : Euclante
- Giorgio Ubaldi : un gladiateur
- George Martin : un gladiateur
- Tomás Blanco : un conspirateur